# Trévron
Trévron (tiếng Breton: Treveron, Gallo: Terveron) là một xã của tỉnh Côtes-d’Armor, thuộc vùng Bretagne, tây bắc Pháp.

## Dân số
Người dân ở Trévron được gọi là Trévronnais.